# یوتا ولی
دره یوتا یا یوتا ولی (انگلیسی: Utah Valley) دره‌ای در شمال مرکزی یوتا واقع در شهرستان یوتا است و بخشی از واساچ فرانت محسوب می‌شود. این دره شامل شهرهای پروو، اوریم و حومهٔ آنها، از جمله آلپاین، آمریکن فورک، سدار هیلز، الک ریج، هایلند، لحی، لیندون، مپلتون، پیسون، پلزنت گروو، سیلم، سانتاکین، ساراتوگا اسپرینگز، اسپنیش فورک، اسپرینگویل، وینیارد و وودلند هیلز می‌شود. این منطقه در اصطلاح عامیانه به «دره شاد» معروف است.